# Leroy Sané
Leroy Aziz Sané (Essen, 11 januari 1996) is een Duitse profvoetballer die doorgaans als linksbuiten of aanvallende middenvelder speelt, maar hij kan ook als rechtsbuiten uit de voeten. Hij tekende in juli 2020 een contract bij Bayern München, waarbij hij terugkeerde naar zijn geboorteland Duitsland. Sané is een zoon van voormalig Senegalees international Souleyman Sané.

## Clubcarrière

### Schalke 04
Sané speelde in de jeugd bij achtereenvolgens SG Wattenscheid 09, Schalke 04, Bayer 04 Leverkusen en wederom Schalke 04. Hij behoorde op 28 maart 2014 tot de wedstrijdselectie voor een thuiswedstrijd van Schalke tegen Hertha BSC. Op 20 april 2014 debuteerde hij daadwerkelijk in de Bundesliga, tegen VfB Stuttgart. Hij viel na 77 minuten in voor Max Meyer. Sané maakte op 13 december 2014 zijn eerste doelpunt in de Bundesliga, tegen FC Köln. Hij maakte op 10 maart 2015 zijn debuut in de UEFA Champions League, tegen Real Madrid. Hij scoorde hierbij ook één keer. Na afloop van het seizoen 2014/15 verlengde Sané zijn contract bij Schalke tot medio 2019. Hij speelde in het daaropvolgende jaar in 33 van de 34 speelronden. Daarin was hij goed voor negen goals en zeven assists in alle competities. In totaal speelde Sané 57 wedstrijden voor Schalke, waarin hij dertien goals maakte en acht assists afleverde.

### Manchester City
Sané tekende in augustus 2016 een contract tot medio 2021 bij Manchester City, de nummer vier van de Premier League in het voorgaande seizoen. Dat betaalde circa €44.000.000,- voor hem aan Schalke 04. Hij maakte op 10 september in de stadsderby met Manchester United FC als invaller zijn debuut voor City. Op 28 december maakte hij in de topper tegen Arsenal FC (2-1) zijn eerste doelpunt voor Manchester City. Hij kwam tot 37 wedstrijden dat seizoen, waarin hij tot negen goals en acht assists kwam.
Het jaar erop schroefde Sané zijn cijfers nogal op, met veertien goals en negentien assists in 49 wedstrijden. Op de een-na-laatste speelronde was Sané goed voor een hattrick aan assists tegen Brighton & Hove Albion FC, waarin hij Danilo, Bernardo Silva en Fernandinho in stelling bracht. Dat jaar won Sané de Premier League en de League Cup. 
Het seizoen 2018/2019 won Sané de FA Community Shield van Chelsea FC en verder in het seizoen won City de treble (Premier League, FA Cup en League Cup) en was Sané nog productiever. Sané was belangrijk voor het landskampioenschap met tien doelpunten en twaalf assists. Op 12 maart 2019 was Sané met één goal en drie assists medeverantwoordelijk voor een afslachting van zijn vorige club Schalke 04 (7-0) in de tweede achtste finale van de Champions League. In totaal kwam Sané tot zestien goals en negentien assists dat seizoen. 
Op zondag 4 augustus 2019 speelde Manchester City de FA Community Shield tegen Liverpool, de tweede uit de eindklassering van het seizoen 2018/2019. Manchester City won de supercup na strafschoppen (4–5). Na tien minuten spelen blesseerde Sané zich ernstig aan de rechterknie en scheurde daarbij de kruisbanden af, waardoor hij maanden aan de kant zou staan. Hij speelde daardoor slechts elf minuten in het seizoen 2019/2020 van de Premier League. Het was daarmee een teleurstellend einde van zijn periode bij Manchester City, waarvoor hij 135 wedstrijden speelde, 39 doelpunten maakte en 46 assists gaf.

### Bayern München
In de zomer van 2020 keerde Sané terug in Duitsland en ging hij spelen voor treblewinnaar FC Bayern München. Op 18 augustus maakte hij tegen zijn oude club Schalke 04 met één goal en twee assists zijn debuut voor Bayern in een 8-0 overwinning. In zijn eerste seizoen won hij de Bundesliga, het Wereldkampioenschap voetbal voor clubs en de UEFA Super Cup. Hij kwam tot tien goals en twaalf assists in 44 wedstrijden, de derde keer in zijn carrière dat hij dubbele cijfers haalde wat betreft goals én assists.
In het seizoen 2021/22 was hij bijzonder productief in de UEFA Champions League. Hij kwam tot zes goals en zes assists in tien wedstrijden, alvorens Bayern in de kwartfinale werd uitgeschakeld door Villarreal CF. In alle competities kwam hij tot veertien goals en vijftien assists en won hij opnieuw twee prijzen: de Bundesliga en de Supercup. Deze twee prijzen won hij ook in het seizoen 2022/23. 

## Clubstatistieken
| Seizoen     | Club            | Competitie     | Competitie | Competitie | Competitie | Beker | Beker | Beker | Internationaal | Internationaal | Internationaal | Totaal | Totaal | Totaal |
| Seizoen     | Club            | Competitie     | Wed.       | Dlp.       | Ass.       | Wed.  | Dlp.  | Ass.  | Wed.           | Dlp.           | Ass.           | Wed.   | Dlp.   | Ass.   |
| ----------- | --------------- | -------------- | ---------- | ---------- | ---------- | ----- | ----- | ----- | -------------- | -------------- | -------------- | ------ | ------ | ------ |
| 2013/14     | Schalke 04      | Bundesliga     | 1          | 0          | 0          | 0     | 0     | 0     | —              | —              | —              | 1      | 0      | 0      |
| 2014/15     | Schalke 04      | Bundesliga     | 13         | 3          | 1          | 0     | 0     | 0     | 1              | 1              | 0              | 14     | 4      | 1      |
| 2015/16     | Schalke 04      | Bundesliga     | 33         | 8          | 6          | 2     | 0     | 0     | 7              | 1              | 1              | 42     | 9      | 7      |
| Club totaal | Club totaal     | Club totaal    | 47         | 11         | 7          | 2     | 0     | 0     | 8              | 2              | 1              | 57     | 13     | 8      |
| 2016/17     | Manchester City | Premier League | 26         | 5          | 5          | 7     | 2     | 1     | 4              | 2              | 2              | 37     | 9      | 8      |
| 2017/18     | Manchester City | Premier League | 32         | 10         | 15         | 8     | 4     | 2     | 9              | 0              | 2              | 49     | 14     | 19     |
| 2018/19     | Manchester City | Premier League | 31         | 10         | 12         | 8     | 2     | 3     | 8              | 4              | 4              | 47     | 16     | 19     |
| 2019/20     | Manchester City | Premier League | 1          | 0          | 0          | 1     | 0     | 0     | —              | —              | —              | 2      | 0      | 0      |
| Club totaal | Club totaal     | Club totaal    | 90         | 25         | 32         | 24    | 8     | 6     | 21             | 6              | 8              | 135    | 39     | 46     |
| 2020/21     | Bayern München  | Bundesliga     | 32         | 6          | 10         | 1     | 1     | 0     | 11             | 3              | 2              | 44     | 10     | 12     |
| 2021/22     | Bayern München  | Bundesliga     | 32         | 7          | 7          | 3     | 1     | 2     | 10             | 6              | 6              | 45     | 14     | 15     |
| 2022/23     | Bayern München  | Bundesliga     | 32         | 8          | 7          | 4     | 2     | 1     | 8              | 4              | 2              | 44     | 14     | 10     |
| 2023/24     | Bayern München  | Bundesliga     | 27         | 8          | 11         | 3     | 0     | 0     | 12             | 2              | 2              | 42     | 10     | 13     |
| 2024/25     | Bayern München  | Bundesliga     | 30         | 11         | 6          | 2     | 1     | 0     | 16             | 1              | 0              | 48     | 13     | 6      |
| Club totaal | Club totaal     | Club totaal    | 153        | 40         | 41         | 13    | 5     | 3     | 57             | 16             | 12             | 223    | 61     | 56     |
| 2025/26     | Galatasaray     | Süper Lig      | 1          | 0          | 0          | 0     | 0     | 0     | 0              | 0              | 0              | 1      | 0      | 0      |
| Club totaal | Club totaal     | Club totaal    | 1          | 0          | 0          | 0     | 0     | 0     | 0              | 0              | 0              | 1      | 0      | 0      |
| TOTAAL      | TOTAAL          | TOTAAL         | 291        | 76         | 80         | 39    | 13    | 9     | 86             | 24             | 21             | 416    | 113    | 110    |

Bijgewerkt tot en met 8 augustus 2025.

## Interlandcarrière
Sané debuteerde in 2015 in het Duits voetbalelftal. Bondscoach Joachim Löw nam hem een jaar later mee naar het EK 2016 in Frankrijk. Duitsland werd hierop in de halve finale uitgeschakeld door Frankrijk (0–2), na in de eerdere twee knock-outwedstrijden Slowakije (3–0) en Italië (1–1, 6–5 na strafschoppen) te hebben verslagen. Sané kwam zelf alleen in actie in de wedstrijd tegen de Fransen, waarin hij in de 79e minuut Bastian Schweinsteiger verving. In juni 2017 nam Sané met Duitsland deel aan de FIFA Confederations Cup 2017, die werd gewonnen door in de finale Chili te verslaan (1–0). Hij werd op 8 juni 2024 door bondscoach Julian Nagelsmann opgenomen in de Duitse selectie voor het EK 2024 in eigen land. Duitsland werd groepswinnaar in een groep met Schotland, Hongarije en Zwitserland en won in de achtste finales van Denemarken (2–0), maar werd in de kwartfinales na een verlenging uitgeschakeld door Spanje (2–1). Sané kwam op het toernooi in alle wedstrijden in actie.

## Erelijst
| Competitie              |                 |                                    |                 |                 |
| Competitie              | Aantal          | Jaren                              |                 |                 |
| Manchester City         | Manchester City | Manchester City                    | Manchester City | Manchester City |
| ----------------------- | --------------- | ---------------------------------- | --------------- | --------------- |
| Premier League          | 2×              | 2017/18, 2018/19                   |                 |                 |
| FA Cup                  | 1×              | 2018/19                            |                 |                 |
| EFL Cup                 | 2×              | 2017/18, 2018/19                   |                 |                 |
| FA Community Shield     | 2×              | 2018, 2019                         |                 |                 |
| Bayern München          |                 |                                    |                 |                 |
| UEFA Super Cup          | 1×              | 2020                               |                 |                 |
| FIFA Club World Cup     | 1×              | 2020                               |                 |                 |
| Bundesliga              | 4×              | 2020/21, 2021/22, 2022/23, 2024/25 |                 |                 |
| DFL-Supercup            | 2×              | 2021, 2022                         |                 |                 |
| Duitsland               |                 |                                    |                 |                 |
| FIFA Confederations Cup | 1×              | 2017                               |                 |                 |